# Borrell Ier d'Osona
Borrell Ier est le premier comte de Cerdagne, d'Urgell et d'Ausone depuis 798 à sa mort en 820,. Il était un noble wisigoth, probablement originaire de Cerdagne.
Dans les dernières années du VIIIe siècle, les Francs, sous la conduite de Charlemagne et de son fils Louis le Pieux, roi d'Aquitaine soumettent la Marca Hispanica et s'étendent vers le sud dans les territoires musulmans. Quand Urgell et la Cerdagne sont soumis vers 798, Borrel y est nommé comte. Il prend une part très active dans la conquête d'Ausone en 799 et au siège de Barcelone en 801. Il a peut-être été nommé comte d'Ausone en récompense de ses services.
Il participe à plusieurs expéditions vers Tortosa, en 804 et 805, mais pas à celles de 807, 808 et 809.
Il meurt en 820 et Ausone est donné à Rampon, comte de Barcelone, tandis qu'Urgell et la Cerdagne passent à Aznar Ier Galíndez.
Un comte nommé Sunifred gouverne Urgell et la Cerdagne entre 834 et 849, ainsi qu'Ausone et Barcelone. On sait qu'il est fils d'un Borrell: il s'agit peut-être du premier comte d'Urgell, de Cerdagne et d'Ausone. En tout cas, l'onomastique des descendants de Sunifred Ier et de son fils Guifred Ier le Velu viendrait à l'appui de cette hypothèse. Borrell Ier serait alors l'ancêtre de la dynastie des comtes de Barcelone.